# Mitsubishi SpaceJet
Dimensions
Le Mitsubishi SpaceJet, anciennement     Mitsubishi MRJ (Mitsubishi Regional Jet) est un avion japonais construit par Mitsubishi Aircraft Corporation, filiale de Mitsubishi Heavy Industries, dans une usine accolée à l'aéroport de Nagoya. Il devait être le premier avion civil intégralement développé au Japon depuis les années 1960.
Présenté pour la première fois au salon du Bourget en 2007, son premier vol eut lieu le 11 novembre 2015. Le programme est gelé en 2020 en raison de la pandémie de Covid-19 et de l'augmentation des coûts de développement, et il est officiellement abandonné le 7 février 2023.
Il aurait dû embarquer de 70 à 90 passagers. Une partie de cet avion aurait été faite de matériaux composites. La consommation devait être de 20 % inférieure à celle des appareils de la génération précédente, essentiellement grâce aux moteurs. Le Mitsubishi MRJ aurait dû être en concurrence avec le Bombardier CRJ et l'Embraer ERJ.

## Historique
Le programme est lancé en 2007.
En janvier 2017, Mitsubishi Heavy (MHI) déclare que le MRJ, second avion de transport civil entièrement japonais depuis la Seconde Guerre mondiale après le YS-11, sera opérationnel à la mi-2020. MHI avait déjà plusieurs fois repoussé le lancement commercial de l'appareil. L’avion change de design plusieurs fois dans la cacophonie la plus complète. En 2019, Mitsubishi change son nom : le MRJ s’appelle désormais le Spacejet. En février 2020, lors du sixième report de la livraison de l’avion, Mitsubishi Aircraft Corp, la filiale chargée du projet, déclare retarder la première livraison à 2021 ou plus tard en raison de problèmes de pièces. Le 18 mars 2020, le 10e prototype effectue son premier vol.
La version MRJ70 a été abandonnée pour la conception d'une version nommée M100 qui est suspendue en mai 2020.
Mitsubishi Aircraft annonce le 1er juillet 2020 une perte  de 4,9 milliards de dollars pour l'exercice fiscal 2019 (achevé fin mars). Le 15 juin, MHI avait remplacé son ingénieur en chef Alex Bellamy par Yasuhiko Kawaguchi, annoncé qu'il réduisait ses effectifs de plus de la moitié de ses 2 000 employés et le budget alloué au programme de moitié à 1,3 milliard de dollars américains alors que 7 milliards de dollars ont été déjà dépensés.
Son siège aux États-Unis, un centre de développement au Canada et des bureaux de vente aux États-Unis et en Europe, sont fermés alors que le site de test de la société sur le Grant County International Airport (en) a Moses Lake dans l’État de Washington restera, ses effectifs seront également considérablement réduits.
MHI a annoncé  le 30 octobre 2020 le gel durable de son projet d'avion commercial en raison de la crise causée par la pandémie de Covid-19, qui pousse le groupe à se recentrer.
Du fait de ses difficultés techniques et de l'augmentation du coût du programme, cet avion n'entre jamais en service commercial, alors que le projet a coûté plus de mille milliard de yens (environ 8 milliards d'euros). L'annonce officielle de la fin du programme a lieu le 7 février 2023.
Le premier des prototypes construits est démantelé à Moses Lake, l'annonce est publiée le 7 février 2023.

## Caractéristiques techniques
Caractéristiques prévues annoncées au début du programme, le MRJ70 a été annulé depuis :
|                                 | MRJ 70STD               | MRJ 70ER                | MRJ 70LR                | MRJ 90STD               | MRJ 90ER                | MRJ 90LR                |
| ------------------------------- | ----------------------- | ----------------------- | ----------------------- | ----------------------- | ----------------------- | ----------------------- |
| Passagers (1re classe)          | 78                      | 78                      | 78                      | 92                      | 92                      | 92                      |
| Longueur                        | 33,4 m                  | 33,4 m                  | 33,4 m                  | 35,8 m                  | 35,8 m                  | 35,8 m                  |
| Envergure                       | 29,2 m                  | 29,2 m                  | 29,2 m                  | 29,2 m                  | 29,2 m                  | 29,2 m                  |
| Hauteur                         | 10,5 m                  | 10,5 m                  | 10,5 m                  | 10,5 m                  | 10,5 m                  | 10,5 m                  |
| Masse maximale au décollage     | 36 850 kg               | 38 995 kg               | 40 200 kg               | 39 600 kg               | 40 995 kg               | 42 800 kg               |
| Masse maximale à l'atterrissage | 36 200 kg               | 36 200 kg               | 36 200 kg               | 38 000 kg               | 38 000 kg               | 38 000 kg               |
| Autonomie                       | 1 530 km                | 2 730 km                | 3 380 km                | 1 670 km                | 2 400 km                | 3 310 km                |
| Vitesse de croisière            | Mach 0,78 (828 km/h)    | Mach 0,78 (828 km/h)    | Mach 0,78 (828 km/h)    | Mach 0,78 (828 km/h)    | Mach 0,78 (828 km/h)    | Mach 0,78 (828 km/h)    |
| Distance de décollage           | 1 450 m                 | 1 620 m                 | 1 720 m                 | 1 490 m                 | 1 600 m                 | 1 740 m                 |
| Distance d'atterrissage         | 1 430 m                 | 1 430 m                 | 1 430 m                 | 1 480 m                 | 1 480 m                 | 1 480 m                 |
| Largeur de la cabine            | 2,76 m                  | 2,76 m                  | 2,76 m                  | 2,76 m                  | 2,76 m                  | 2,76 m                  |
| Réacteurs (2x)                  | Pratt & Whitney PW1217G | Pratt & Whitney PW1217G | Pratt & Whitney PW1217G | Pratt & Whitney PW1217G | Pratt & Whitney PW1217G | Pratt & Whitney PW1217G |
| Poussée                         | 2 × 69,3 kN             | 2 × 69,3 kN             | 2 × 69,3 kN             | 2 × 78,2 kN             | 2 × 78,2 kN             | 2 × 78,2 kN             |

Sources: http://www.mrj-japan.com/characteristics.html

## Galerie

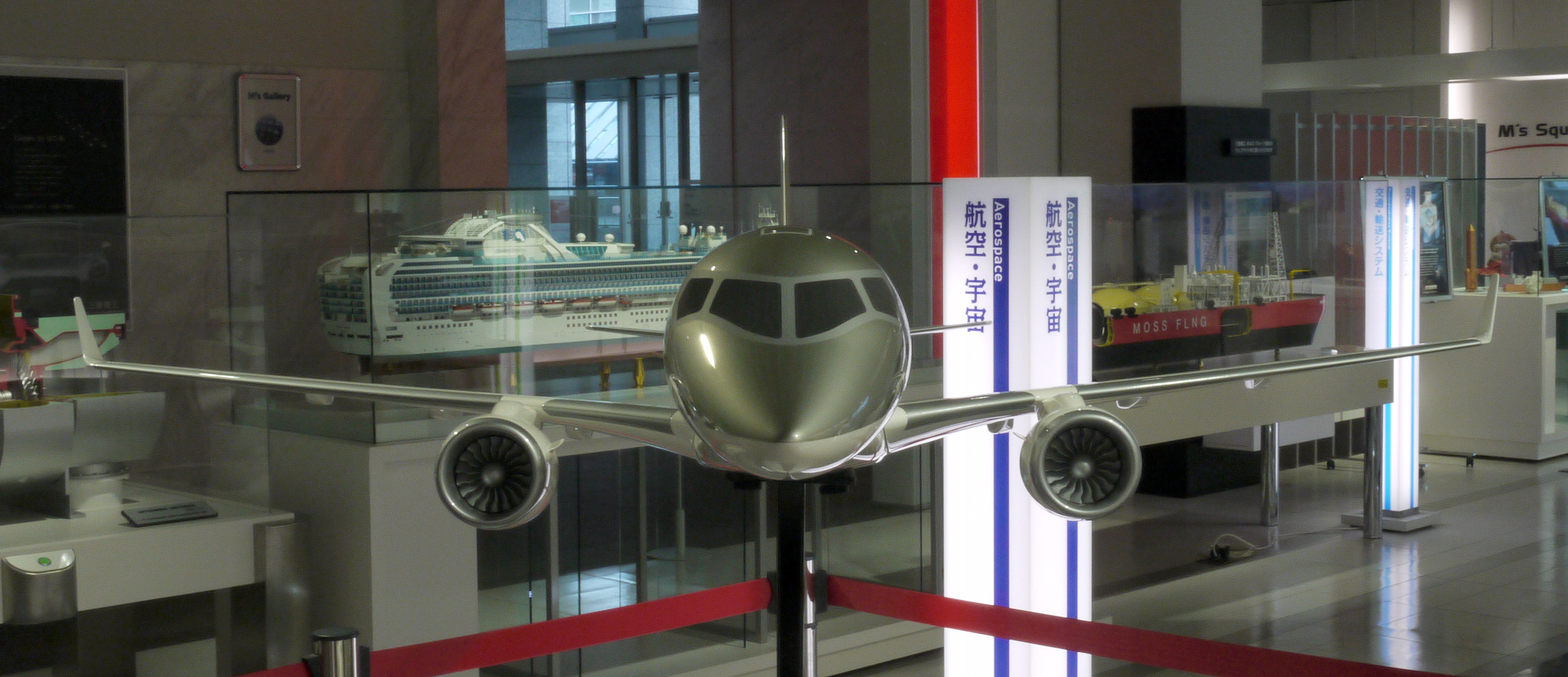
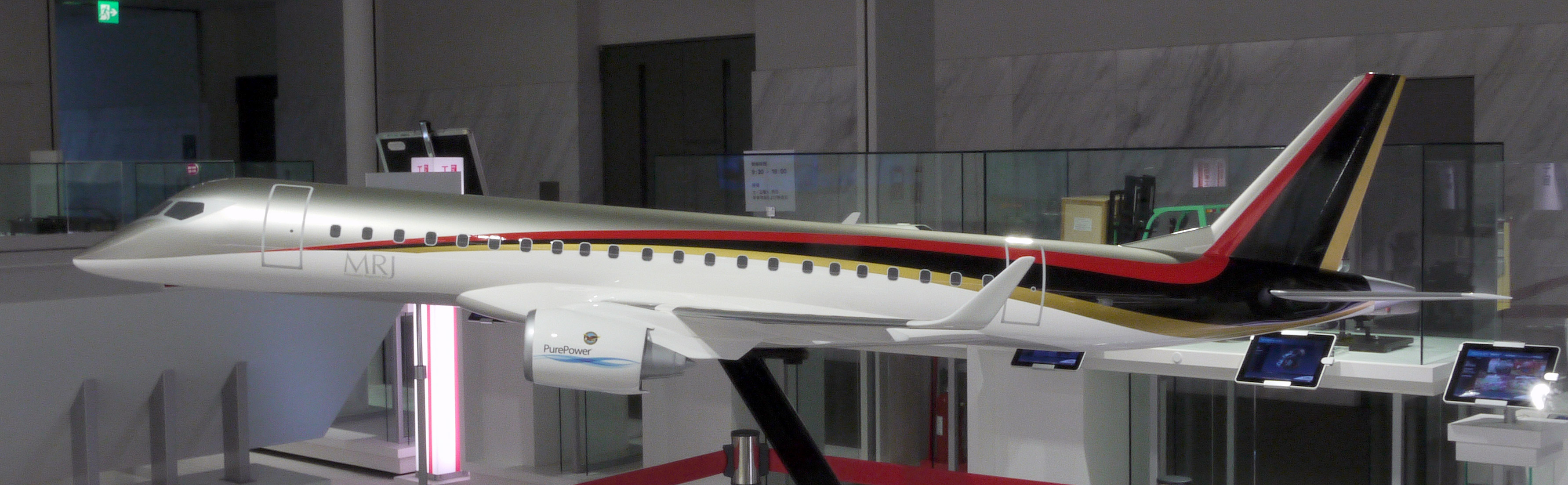
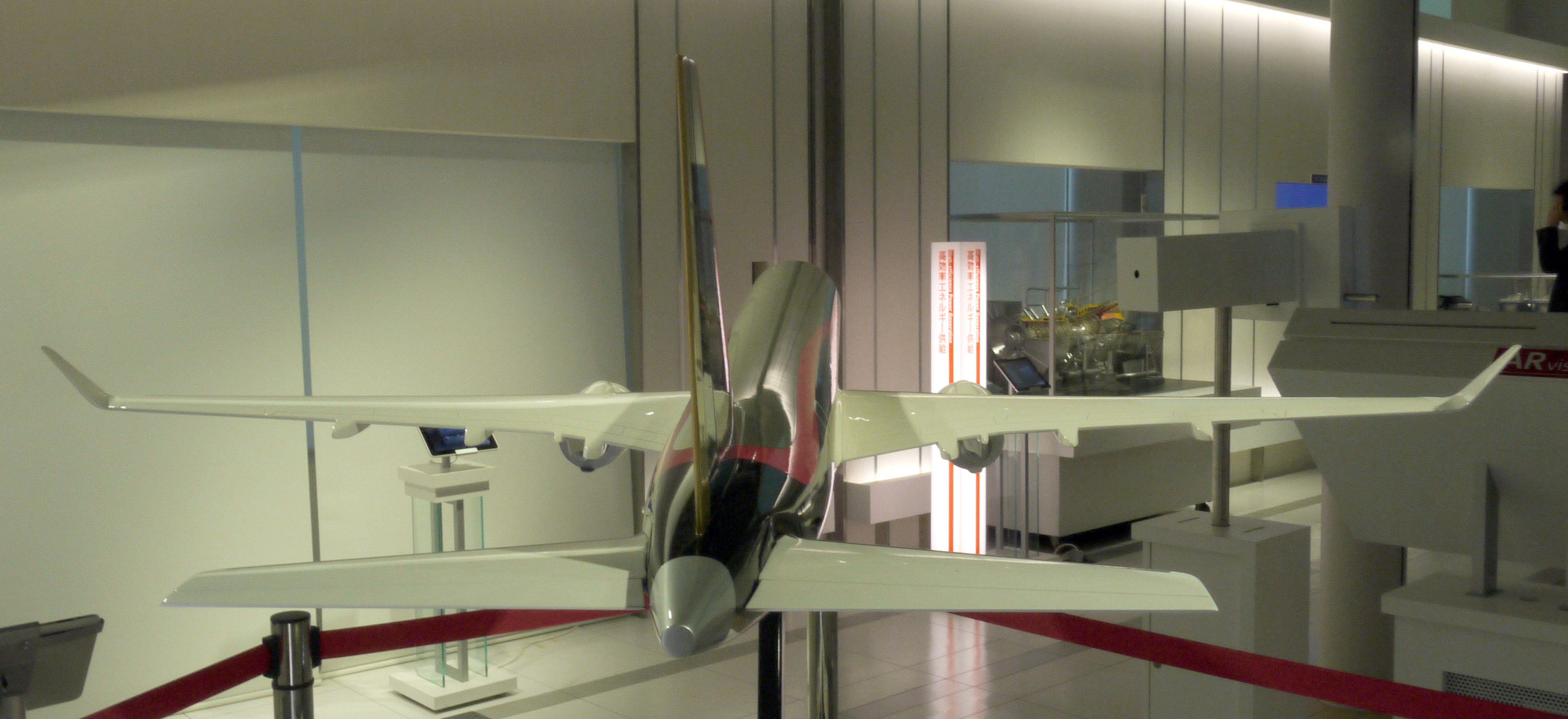
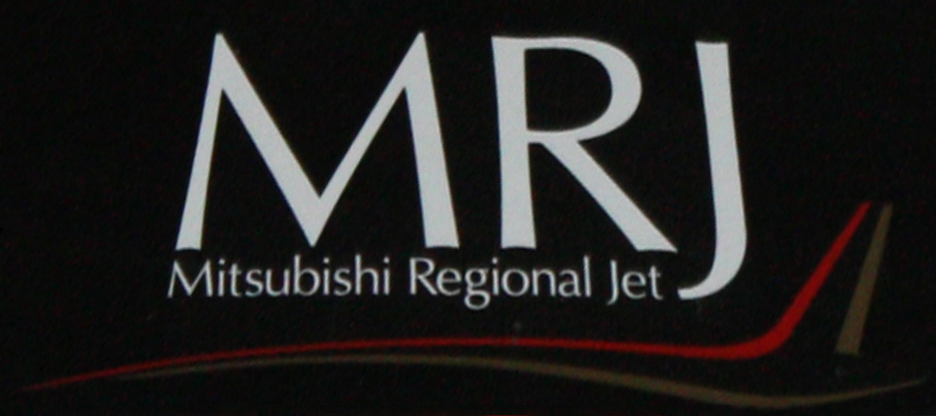

## Commandes
[Quand ?]
| Date            | Compagnie aérienne      | EIS   | Type  | Type  | Type    | Remarques                           |
| Date            | Compagnie aérienne      | EIS   | MRJ70 | MRJ90 | Options | Remarques                           |
| --------------- | ----------------------- | ----- | ----- | ----- | ------- | ----------------------------------- |
| 27 mars 2008    | All Nippon Airways      | 2017  | 7     | 15    | 10      | Opéré par ANA Wings.                |
| 2 octobre 2009  | Trans States Airlines   | 2017  | 5     | 50    | 50      |                                     |
| 16 juin 2011    | ANI Group Holdings      | 2016  | (5)   | (5)   | 0       | Mémorandum d'entente, accord annulé |
| 11 juillet 2012 | SkyWest Airlines,       | 2017  | 7     | 100   | 100     |                                     |
| 14 juillet 2014 | Eastern Air Lines       | 2019  | –     | 20    | 20      |                                     |
| 14 juillet 2014 | Air Mandalay            | 2018  | 1     | 6     | 4       |                                     |
| 28 août 2014    | Japan Airlines          | 2021  | 42    | 32    | 0       |                                     |
| 11 juillet 2016 | Rockton AB              | TBD   | 1     | 10    | 10      |                                     |
| 31 aout 2016    | AeroLease Aviation, LLC | TBD   | 2     | 10    | 10      |                                     |
| Total           | Total                   | Total | 65    | 243   | 204     |                                     |

Note : TBD signifie to be defined, soit « pas encore défini ».

## Site officiel
- (en) Mitsubishi Aircraft Corporation